# Bartosz Bosacki
Bartosz Bosacki (Poznań, 20 dicembre 1975) è un ex calciatore polacco, di ruolo difensore.

## Carriera

### Nazionale
Ha esordito in nazionale il 10 febbraio 2002 in Polonia-Isole Fær Øer 2-1. Convocato per i Mondiali di Germania 2006, ha segnato una doppietta nella vittoria per 2-1 contro la Costa Rica. Sono stati quelli i primi gol in nazionale di Boscaki e gli unici due gol nel torneo della Polonia, eliminata al primo turno come la Costa Rica già prima di quel match.

## Palmarès

### Club

#### Competizioni nazionali
- Campionato polacco: 1

Lech Poznan: 2009-2010
- Coppa di Polonia: 4

Amica Wronki: 1998-1999, 1999-2000
Lech Poznan: 2003-2004, 2008-2009
- Supercoppa di Polonia: 4

Amica Wronki: 1998, 1999
Lech Poznan: 2004, 2009